# 高朗
高朗（1957年3月11日—），中國國民黨籍政治人物、國際政治學者，畢業於師大附中、台大政治系學、碩士、美國馬里蘭大學博士，為前國防部長、參謀總長高廣圻海軍上將胞弟，現任香港恒生大學社會科學系主任、台大政治系名譽教授，曾任總統府副秘書長、新臺灣人基金會執行長、台大政治系主任，教學專長為比較政府及國際政治外交，於台大開設「比較政府」、「聯邦主義專題」、「溝通與談判專題」，其妻黃懿慧教授為香港中文大學人社學院副院長。

## 生平
2008年總統大選，為馬英九的政策幕僚長，負責撰寫施政藍圖和競選政策。520總統就職後出任總統府副秘書長一膱。2012年2月，辭去總統府副秘書長一職，返回台大講授「比較政府」課程。2016年7月自台大退休，同年8月轉任香港恒生大學社會科學系教授兼系主任。

## 荣誉

### 中华民国勋章奖章
- 二等景星勋章（2012年2月24日于台北总统府颁授[3]）

## 選舉紀錄
| 年度 | 選舉屆數               | 選舉區           | 所屬政黨   | 名單順位 | 得票數 | 得票率 | 當選標記 | 備註     |
| ---- | ---------------------- | ---------------- | ---------- | -------- | ------ | ------ | -------- | -------- |
| 2000 | 第四屆國民大會代表選舉 | 全國不分區選舉區 | 中國國民黨 | 第11位   |        |        |          | 選舉中止 |

## 家庭
- 其兄是第31任中華民國國防部長高廣圻。